# Kevin Rousseau
Kevin Rousseau, né le 26 décembre 1992 au Mans, est un pilote de moto et passager de side-car français.

## Biographie
Kevin Rousseau fait ses premiers pas en compétition en motocross durant son enfance, puis en 2012 en vitesse moto lors du Trophée Pirelli (épreuve du championnat de France Superbike (FSBK)) et en 2014 pour le Side-Car toujours dans le cadre du FSBK.
Il participe pendant quatre années consécutives au Trophée Pirelli, avec notamment une 5ème place au général en 2014, deux fois aux 24h du Mans Moto (FIM EWC) et une fois au Bol d'Or (FIM EWC).
En side-car, il est le passager de Sébastien Delannoy, de 2014 à 2019 en championnat de France, avec à la clé 6 titres de champion de France. Toujours avec Sébastien Delannoy, il participe également au championnat du monde SuperSide (FIM) en 2016 où il se classe à la 3ème place
De 2017 à 2019, il participe au championnat du monde en tant que passager de Bennie Streuer (2 fois 4ème puis une 12ème place au général).
De 2020 à 2022, avec un nouveau pilote, Tim Reeves, il participe au championnat du monde (2ème en 2020 et 5ème en 2021). Il est deux fois vice-champion d'IDM et court ses premières courses sur route : TT et Southern 100 !
En 2023, place à un nouveau pilote : Harry Payne (Steinhausen Racing), ils terminent 5ème du championnat du monde.
En 2024, pour sa seconde participation au Tourist Trophy de l'île de Man, il fait équipe avec Ben Birchall (Team Birchall Racing). Ils terminent deuxième et enchaînent avec une double victoire sur la Southern 100 road races. Toujours avec Harry Payne (Steinhausen Racing), il est sacré pour la première fois Champion du monde Side-Car.

## Saisons

### 2012
Première année en tant que pilote du Trophée Pirelli au sein de son propre team : le KENEC Racing Team. Il fait ses débuts avec une Yamaha R6. 
Après 3 courses il connait de gros problèmes mécaniques sur la moto et est contraint de mettre un terme à sa première saison. Il participe néanmoins à deux courses du championnat de France d'endurance FFM 25 Power au sein du Team Fun Course (10ème au 23h60 et les 4h d'Ancennis).

### 2013
Toujours au sein de son propre team, il effectue une deuxième année en Trophée Pirelli avec une toute nouvelle Yamaha R6. 
Il conclut la saison en 20ème position en ayant pu participer à toutes les épreuves. Il participe comme l'année précédente au 23h60.

### 2014
Cette année marque les débuts de la cohabitation entre le side-car et la moto puisqu'il participe au championnat de France dans les deux catégories. Toujours sur une Yamaha R6 au sein de son team pour la moto et avec un side-car châssis F1 et moteur Suzuki. 
Deux fois plus de courses, de qualifications et d'essai par weekend ! Il devient le passager de Sébastien Delannoy au sein du Team Sand Seb 72 et remporte dès sa première année le titre de champion de France Side-Car (12 courses et 10 victoires). Ils disputent également, pour clore la saison, la finale du championnat du monde SuperSide au Mans, en marge des 24h du Mans Moto, et terminent sur la 3ème marche du podium.
Dans le même temps, il se classe 5ème du Trophée Pirelli.

### 2015
Pour la deuxième année consécutive il participe au championnat de France Superbike dans les deux catégories. Il gagne une nouvelle fois le titre de champion avec son coéquipier Sébastien Delannoy (11 victoires en 14 courses). Il se classe également 8ème du Trophée Pirelli.
Il court pour la troisième fois les 23h60 et monte pour la première fois sur le podium, à la 3ème place au sein du Dany Racing Team.

### 2016
Cette année marque un changement puisqu'il ne participe plus au Trophée Pirelli mais en contrepartie effectue deux courses de championnat d'Europe d'endurance et court les 24h du Mans. Côté side-car il remet son titre en jeu en championnat de France et participe également à l'intégralité du championnat du Monde SuperSide,.
En endurance, pour sa première participation aux 24h du Mans il finit 36ème (22ème superstock) avec le team 24 Racing-Piste Libre-Epsilon. Il participe également aux manches française (10ème et 4ème au 12h de Magny Cours) et espagnoles (28ème-15ème superstock aux 24h de Barcelone) du championnat d'Europe d'endurance (FIM Europe) au sein du Team No Limit 37. Pour sa 4ème participation aux 23h60 il finit à la 5ème place au sein du Dany Racing Team.
En side-car, il obtient d'excellents résultats. Il conserve son titre de champion de France s’adjuge la 3ème du championnat du monde avec son coéquipier Sébastien Delannoy.

### 2017
Il participe pour la 5ème fois aux 23h60 où il classe 8ème avec encore une fois le Dany Racing Team.
Pour la deuxième année consécutive il participe aux 24h du Mans et se classe 34ème (19ème superstock - Team No Limit 37).
Au cours de l’année il change d'équipe en endurance et s’engage avec le team JMA Motos. Pour sa première participation au Bol d'Or, il ne termine pas la course à cause d'un problème mécanique sur la moto.
Champion de France pour la quatrième fois avec Sébastien Delannoy (12ème fois pour ce dernier), il participe au championnat du Monde side-car avec un pilote néerlandais : Bennie Streuer. Ils terminent au pied du podium à l'issue de la saison.

### 2018
Pour la troisième année consécutive il participe aux 24 heures du Mans mais malheureusement, comme au dernier Bol d'Or, l'équipe est contrainte à l'abandon à cause de problèmes techniques.
Pour sa cinquième année en side-car, il s’adjuge un cinquième titre de Champion de France consécutif, toujours avec Sébastien Delannoy (13ème fois pour lui) comme pilote.
En championnat du Monde, toujours avec Bennie Streuer comme pilote, il termine, comme l'année précédente, à la 4ème place.

### 2019
Pour la 6ème année consécutive il est champion de France Side-Car avec Sébastien Delannoy (14e titre).
En championnat du monde, à la suite de différents problèmes mécaniques, il termine 12e avec son pilote Bennie Streuer.

### 2020
Pendant cette année de pandémie, il participe à quelques courses en side-car avec un nouveau pilote, Tim Reeves, et court dans une nouvelle équipe: le Team Bonovo Acion.
Il termine 2ème du Championnat Superprix (en remplacement du championnat du monde).

### 2021
Retour à une vie normale et aux courses, pour cette année il participe au Championnat du Monde, Championnat d'Allemagne (IDM) et au Championnat de Hollande toujours avec Tim Reeves et le team Bonobo, ils terminent respectivement 5ème, vice-champion et champion.

### 2022
Il participe pour la première fois à des courses sur route, dont la mythique course : TT Isle of Mans ainsi qu'à la Southern 100 (2 deuxième places), toujours avec la même équipe et le même pilote.
Il termine à nouveau vice-champion IDM.

### 2023
Il termine 5ème du championnat du monde Side-Car.

### 2024
Il retourne courir sur l'Île de Man où il obtient une deuxième place. Il s’adjuge également deux 1ère place à la Southern 100sacre. En side-car, il devient champion du monde pour la première fois après 10 de carrière dans cette discipline.

## Palmarès
|                                                 | 2012                          | 2013                      | 2014                     | 2015                     | 2016                                                         | 2017                                        | 2018                               | 2019                                | 2020                                                                              | 2021                      | 2022                               | 2023                           | 2024                          |
| ----------------------------------------------- | ----------------------------- | ------------------------- | ------------------------ | ------------------------ | ------------------------------------------------------------ | ------------------------------------------- | ---------------------------------- | ----------------------------------- | --------------------------------------------------------------------------------- | ------------------------- | ---------------------------------- | ------------------------------ | ----------------------------- |
| Championnat du Monde Side-Car (FIM)             |                               |                           |                          |                          | 3ème (Team Sand Seb 72)                                      | 4ème (Team Streuer Sidecar Racing)          | 4ème (Team Streuer Sidecar Racing) | 12ème (Team Streuer SideCar Racing) | 2ème du Championnat Superprix (remplace le championnat du monde pour cette année) | 5ème (Team Bonovo Action) |                                    | 5ème (Team Steinhausen Racing) | 1er (Team Steinhausen Racing) |
| Championnat d'Allemagne (IDM)                   |                               |                           |                          |                          |                                                              |                                             |                                    |                                     |                                                                                   | 2ème (Team Bonovo Action) | 2ème (Team Bonovo Action)          |                                |                               |
| TT Isle of Man                                  |                               |                           |                          |                          |                                                              |                                             |                                    |                                     |                                                                                   |                           | Participation (Team Bonovo Action) |                                | 2ème (Team Birchall Racing)   |
| Southern 100                                    |                               |                           |                          |                          |                                                              |                                             |                                    |                                     |                                                                                   |                           | 2* 2ème (Team Bonovo Action)       |                                | 1er (Team Birchall Racing)    |
| Championnat d'Hollande                          |                               |                           |                          |                          |                                                              |                                             |                                    |                                     |                                                                                   | 1er (Team Bonovo Action)  |                                    |                                |                               |
| Championnat de France Superbike Side-Car (FSBK) |                               |                           | 1er (Team Sand Seb 72)   | 1er (Team Sand Seb 72)   | 1er (Team Sand Seb 72)                                       | 1er (Team Sand Seb 72)                      | 1er (Team Sand Seb 72)             | 1er (Team Sand Seb 72)              |                                                                                   |                           |                                    |                                |                               |
| 24h du Mans (FIM EWC)                           |                               |                           |                          |                          | 36ème - 22ème Superstock (24 Racing - Piste Libre - Epsilon) | 34ème - 19ème Superstock (Team No Limit 37) | Participation (JMA Motos)          |                                     |                                                                                   |                           |                                    |                                |                               |
| Bol d'Or (FIM EWC)                              |                               |                           |                          |                          |                                                              | Participation (JMA Motos)                   |                                    |                                     |                                                                                   |                           |                                    |                                |                               |
| 23h60 du Mans (FFM 25 Power)                    | 10ème (Team Fun Course)       | 31ème (Team Fun Course)   |                          | 3ème (Dany Racing Team)  | 5ème (Dany Racing team)                                      | 8ème (Dany Racing Team)                     |                                    |                                     |                                                                                   |                           |                                    |                                |                               |
| 12H de Magny Cours (FIM Europe)                 |                               |                           |                          |                          | 10ème et 4ème (Team No Limit 37)                             |                                             |                                    |                                     |                                                                                   |                           |                                    |                                |                               |
| 24h de Barcelone (FIM Europe)                   |                               |                           |                          |                          | 28ème - 15ème Superstock (Team No Limit 37)                  |                                             |                                    |                                     |                                                                                   |                           |                                    |                                |                               |
| Trophée 600 Pirelli (FSBK)                      | 3 Courses (Kenec Racing Team) | 20ème (Kenec Racing Team) | 5ème (Kenec Racing Team) | 8ème (Kenec Racing Team) |                                                              |                                             |                                    |                                     |                                                                                   |                           |                                    |                                |                               |